# پاتریشا آلتنبرند جانسون
پاتریشا آلتنبرند جانسون استاد فلسفه دانشگاه دیتون است. او کتاب‌هایی در مورد فیلسوفان معاصر نوشته‌است. حوزه تخصص او، فلسفه دین، هرمنوتیک و فلسفه قاره‌ای قرن نوزدهم و بیستم است.

## آثار
- «هایدگر»، پاتریشیا آلتنبرند جانسون، بیژن عبدالکریمی (مترجم)، تهران: انتشارات علم، ۱۳۸۷

- "On Gadamer" (Wadsworth Philosophers Series), Wadsworth Publishing, 1999.
- "On Arendt" (Wadsworth Philosophers Series), Wadsworth Publishing, 2000.
- "On Heidegger" (Wadsworth Philosophers Series), Wadsworth Publishing, 1999.
- "On Wollstonecraft" (Wadsworth Philosophers Series), Wadsworth Publishing, 1999.